# Наканиси, Эйсукэ
Эйсукэ Наканиси (яп. 中西 永輔 Наканиси Эйсукэ, род. 23 июня 1973, Судзука, Миэ) — японский футболист, защитник.

## Карьера
На протяжении своей футбольной карьеры выступал за клубы «ДЖЕФ Юнайтед Итихара», «Иокогама Ф. Маринос».

## Национальная сборная
С 1997 по 2002 год сыграл за национальную сборную Японии 14 матчей.

## Статистика за сборную
| Сборная Японии | Сборная Японии | Сборная Японии |
| Год            | Матчи          | Голы           |
| -------------- | -------------- | -------------- |
| 1997           | 5              | 0              |
| 1998           | 6              | 0              |
| 1999           | 1              | 0              |
| 2000           | 1              | 0              |
| 2001           | 0              | 0              |
| 2002           | 1              | 0              |
| Итого          | 14             | 0              |

## Достижения

### Командные
- Джей-лиги: 2004